# Pandiaka schweinfurthii
Pandiaka schweinfurthii är en amarantväxtart som först beskrevs av Schinz, och fick sitt nu gällande namn av Charles Baron Clarke. Pandiaka schweinfurthii ingår i släktet Pandiaka och familjen amarantväxter.

## Underarter
Arten delas in i följande underarter:
- P. s. compacta
- P. s. glabra
- P. s. minor
- P. s. parvifolia